# Piquete

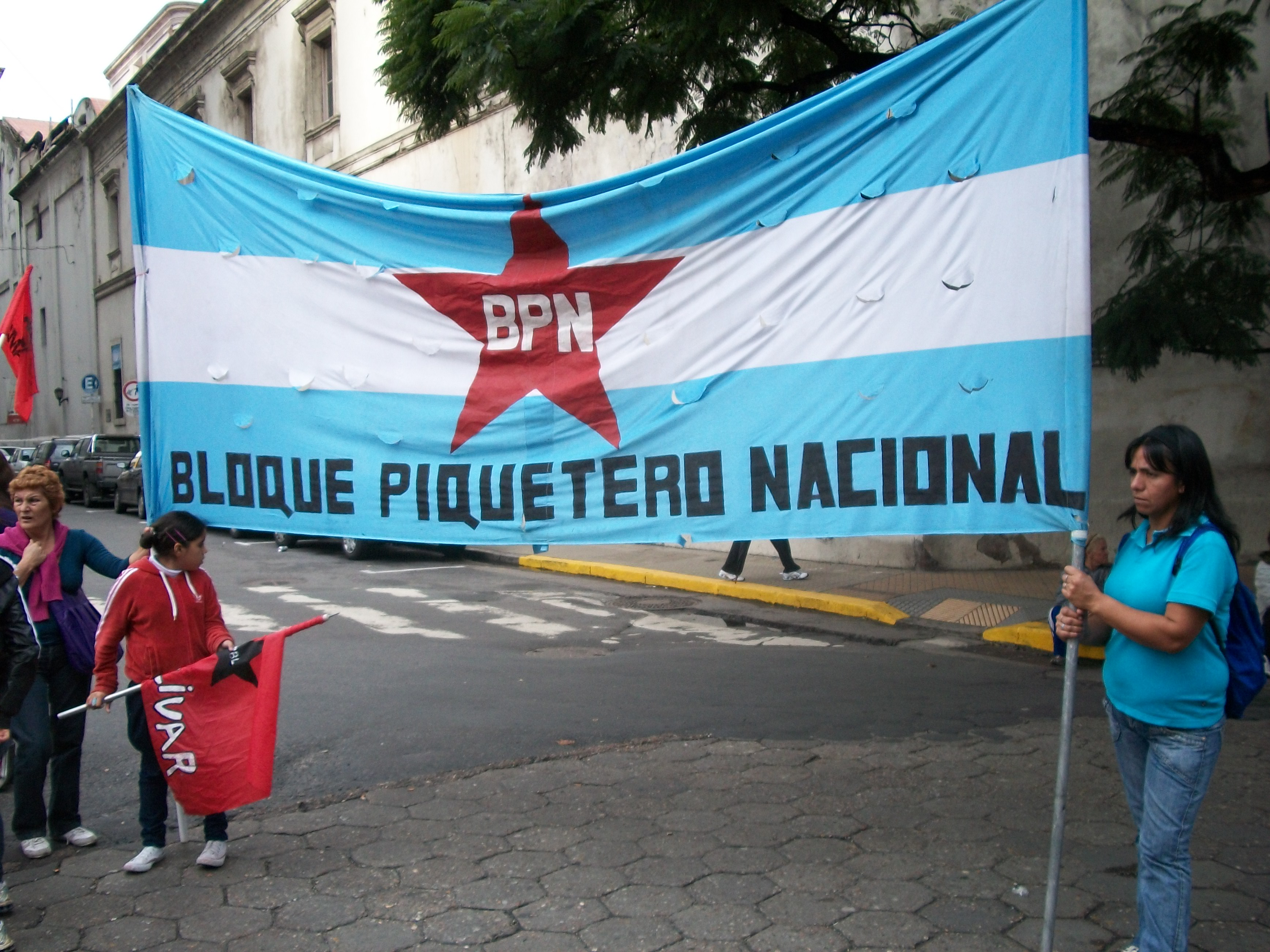
Grupo piquetero argentino.

Piquete es una forma de protesta donde un grupo de personas, dentro del contexto de una huelga, intenta que esta sea secundada. Dado que en ocasiones los piquetes emplean métodos expeditivos, a menudo se habla de piquetes informativos para designar específicamente a aquellos que intentan defender el derecho de huelga de todos los trabajadores utilizando medios legales como la información o el convencimiento.
Las características de este fenómeno se refieren a los movimientos de protesta, realizados por grupos de personas, organizados o no, los que pueden pertenecer a uniones sindicales o gremiales. 
Inicialmente, los piquetes se constituían espontáneamente, en lugares históricos, o frente a edificios de importancia (entidades bancarias, Casa de Gobierno, Legislatura, Palacio de Tribunales, entre otros).
La finalidad de un piquete es la de concienciar a los trabajadores y disminuir la incidencia de esquiroles, así como generar cambios ante una situación de desacuerdo o lucha social o económica. En algunas ocasiones, la realización de un piquete abandona su categoría de convocatoria pacífica, y se convierte en una manifestación con actos de violencia en contra de los esquiroles o la propia empresa.

## Regulación legal

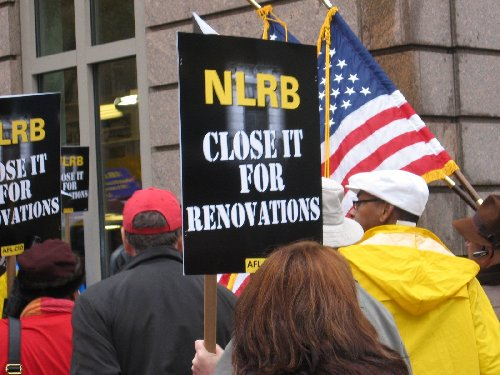
Grupo piquetero estadounidense afuera de la "Junta Nacional de Relaciones de Trabajo"

Los piquetes son legales en muchos países en concordancia con las leyes favorables al derecho de reunión y de petición. De todas maneras, numerosos países tienen restricciones legales al uso de piquetes.

### Regulación en España
Artículo 315.3 CP Las mismas penas del apartado segundo se impondrán a los que, actuando en grupo, o individualmente pero de acuerdo con otros, coaccionen a otras personas a iniciar o continuar una huelga.
El Tribunal Supremo requiere como necesario para entender que existe dicha coacción al menos que exista fuerza en las cosas, requisito menor que la intimidación o violencia sobre las personas. El bien jurídico protegido es el derecho a no estar en huelga o no hacer huelga, es decir, la libertad personal. Es un delito común. No aparece definido del modo usual a través de la locución «el que» sino con la expresión «los que, actuando en grupo o individualmente pero de acuerdo con otros». Es decir, se requiere por tanto al menos la intervención de tres personas aunque sea una sola la que aplique la violencia con un acuerdo expreso de las demás (si el sujeto activo no actúa en grupo ni de acuerdo con otras personas se aplicará la figura genérica de coacciones del art. 172 CP). El tipo penal es exclusivamente doloso. Se consuma con el resultado de coacción, siendo punible la tentativa. En el caso de que la conducta violenta recaiga sobre varios trabajadores o sobre el mismo en varios momentos con idéntica ocasión existe un único delito masa o continuado, y no un concurso real. Si resultaran lesiones o daños habría concurso ideal con estos delitos.
El piquete coactivo ha dejado de estar penado tras la entrada en vigor de la Ley Orgánica 5/2021, de 22 de abril, de derogación del artículo 315 apartado 3 del Código Penal.